# Nicaragua (jezero)
Nikaragva (špa.: Lago de Nicaragua, Lago Cocibolca, Mar Dulce) je jezero u Nikaragvi. S 8.157 kvadratnih kilometara najveće je jezero Srednje Amerike. Nalazi se na jugozapadu Nikaragve. Povezano je s jezerom Managuom na sjeveru.
Najveći otok u jezeru je Ometepe s dva vulkana, drugi je Zapatera na sjeveru, dok je na jugu Otočje Solentiname. Pored njih, tu je i oko 400 manjih otočića.
Rijeka San Juan ističe iz jezera i ulijeva se u Karipsko more. Na taj način manji brodovi iz Atlantika mogu ploviti do luka na njegovoj obali. Povijesni zapisi govore da su karipski pirati tri puta napadali grad Granada na obali jezera Nikaragva.
Na jezeru Nikaragva vlada živ promet koji povezuje njegove obale. 
U jezero ponekad dolaze i morski psi.

## Vanjske poveznice
|  | Zajednički poslužitelj ima još gradiva o temi Nicaragua (jezero) |

- Jezera Nikaragva i Managva